# Alessandro Barbucci
Alessandro Barbucci (Genova, 31 ottobre 1973) è un fumettista italiano, noto insieme a Barbara Canepa come disegnatore per la Disney Italia e come co-creatore di W.I.T.C.H., Monster Allergy e Sky Doll.

## Carriera
Ha esordito nel 1993 su Paperino, nel 1994 su Topolino, per poi contribuire a serie come PKNA e alla creazione di W.I.T.C.H., fino al 2002.
Ha insegnato "Tecniche miste" all'Accademia Disney tra il 1996 e il 1998.
È stato sposato con la collega Barbara Canepa, con cui nel 2000 ha creato per Soleil la serie fantascientifica Sky Doll, che gode di una pubblicazione internazionale. In Italia Sky Doll è stato pubblicato dalla casa editrice Vittorio Pavesio Productions e successivamente da Bao Publishing.
Nel 2003 è tornato a collaborare con la Disney, per l'etichetta Buena Vista Comics, co-creando, sempre con Barbara Canepa, la serie Monster Allergy, in seguito trasposta sul piccolo schermo.
Nel 2010 ha lavorato per Glénat su Lord of Burger.

## Premi
Ha ricevuto il premio Topolino d'Oro nel 1997, per Paperino Paperotto e PKNA, e nel 2002 per il primo episodio di W.I.T.C.H..

## Fumetti autoriali
- Sky Doll
- W.I.T.C.H.
- Chosp, demoni brutti e cattivi
- Monster Allergy
- Lord of Burgers
- EKHÖ, le monde miroir